# Assicurazioni obbligatorie
Nel campo della previdenza sociale le assicurazioni obbligatorie sono le assicurazioni sociali che lo Stato Italiano gestisce attraverso enti previdenziali appositamente predisposti, per attuare le tutele previste dall'art. 38 della Costituzione.
In Italia, l'INPS è il maggiore ente previdenziale che attua tali assicurazioni attraverso l'assicurazione generale obbligatoria. 
Gli enti previdenziali che gestiscono le assicurazioni obbligatorie o forme sostitutive dell'AGO, come nel caso dei liberi professionisti, fanno parte del sistema pensionistico pubblico in Italia.

## Aspetti normativi

### Scopo
L'assicurazione obbligatoria per l'invalidità e la vecchiaia ha per scopo l'assegnazione di una pensione agli assicurati nel caso di invalidità o di vecchiaia e di una pensione ai superstiti nel caso di morte dell'assicurato o del pensionato. Essa ha inoltre lo scopo di prevenzione e cura dell'invalidità.

### Obbligatorietà dell'assicurazione obbligatoria
L'assicurazione è obbligatoria per i dipendenti.

### Il regime generale
L'assicurazione generale obbligatoria gestita dall'INPS è definita anche regime generale.
Altri enti gestiscono le assicurazioni sociali obbligatorie in base a leggi speciali, come previsto dall'articolo 1886 del C.C. e sono definiti regimi sostitutivi (es. INPGI o regimi esclusivi INPDAP).

### Leggi
- Costituzione della Repubblica Italiana
- Regio decreto-legge 14 aprile 1939,  n.  636  (in Gazz. Uff., 3 maggio,   n.   105).   --   Modificazioni delle disposizioni sulle assicurazioni obbligatorie per l'invalidità e la vecchiaia, per la tubercolosi e per la disoccupazione involontaria., su diritto.it. URL consultato il 26 aprile 2014 (archiviato dall'url originale il 14 luglio 2014).

### Web
- R.D.L. n. 636 del 14 aprile 1939 (PDF), su espertorisponde.ilsole24ore.com. URL consultato il 20 aprile 2013 (archiviato dall'url originale il 9 aprile 2014).